# Сариасийский район

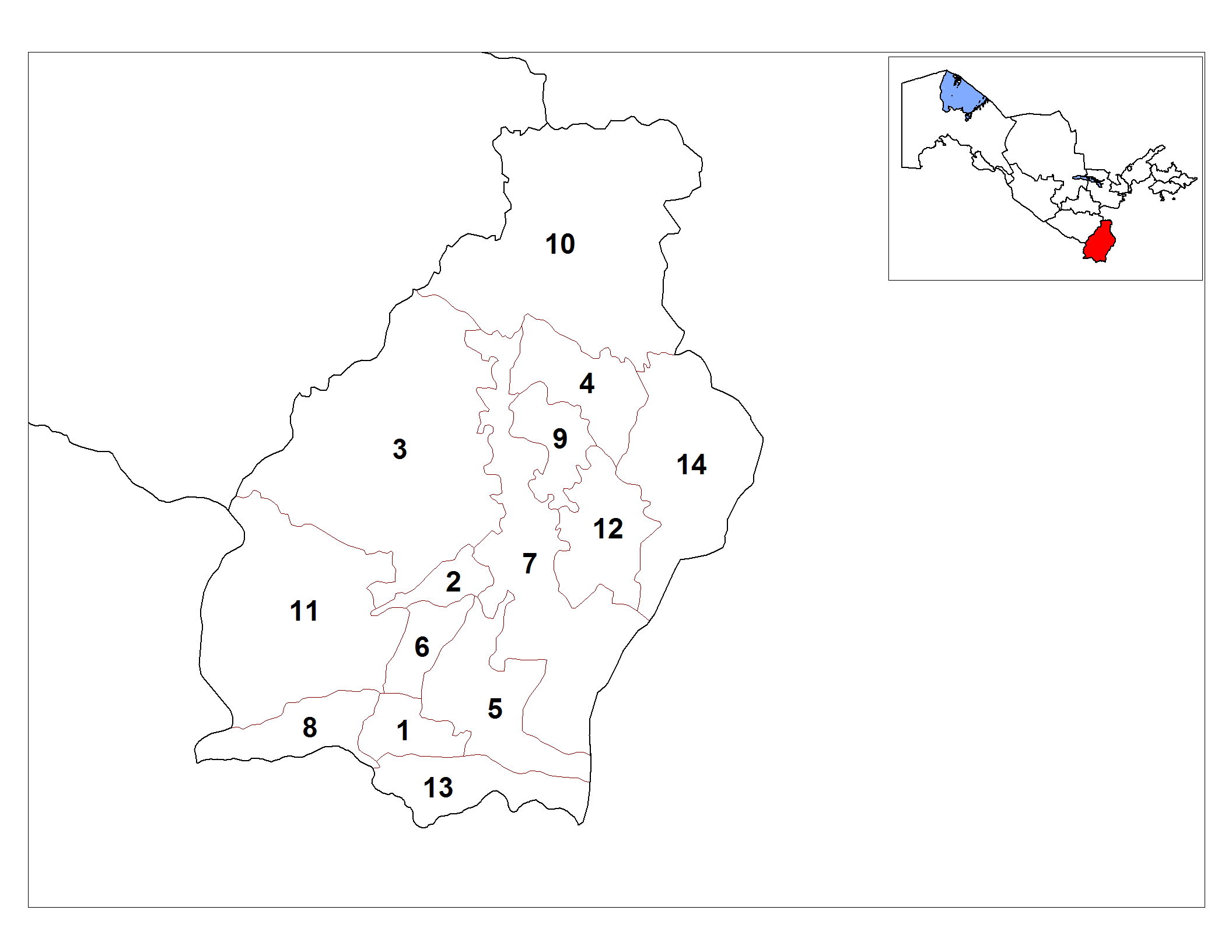
Карта Сурхандарьинской области. Сариасийский район обозначен номером 10.

Сариасийский (Сариасинский) район (туман) (узб. Sariosiyo tumani / Сариосиё тумани) — административная единица в Сурхандарьинской области Узбекистана. Административный центр — городской посёлок Сариасия.

## Этимология названия
Название района происходит от персидских слов Сари (начало) и Осиё (Азия), что дословно переводится как Начало Азии.

## История
С XVIII и до начала XX века территория Сариасийского района входила в состав Бухарского эмирата. После ликвидации власти бухарского эмира в 1920 году территория района до 1924 года входила в состав Бухарской народной советской республики (БНСР). 27 октября 1924 года в результате Национально-территориального размежевания Средней Азии БНСР перестала существовать, и часть её территории вошла в состав новообразованной Узбекской ССР. 29 сентября 1926 года был образован Сариасийский район, который вошёл в состав Сурхан-Дарьинского округа Бухарской области Узбекской ССР (6 марта 1941 года округ преобразован в самостоятельную Сурхандарьинскую область). В 1943 году часть территории района был передана в новый Узунский район. 15 октября 1959 года Узунский район был присоединён к Сариасийскому
24 декабря 1962 года Сариасийский район был упразднён, а его территория вошла в состав Денауского района. 22 февраля 1964 года Сариасийский район был восстановлен и вошёл в состав Сурхандарьинской области (вилоята).

## География
Площадь района составляет 3800 км² и является крупнейшим территориальным образованием области. Сариасийский район находится в северо-восточной части Сурхандарьинской области. На северо-западе граничит с Камашинским и Шахрисабзским районами Кашкадарьинской области, на востоке и северо-востоке с Республикой Таджикистан, на юго-западе с Байсунским, на юге с Кумкурганским и Байсунским, на юго-востоке с Узунским районами Сурхандарьинской области.
Значительная часть территории Сариасийского района находится в высокогорье. В его административных границах лежит Гиссарский хребет с наивысшей точкой Узбекистана пиком Хазрет-Султан, высота которого составляет 4643 метра над уровнем моря.

## Природа

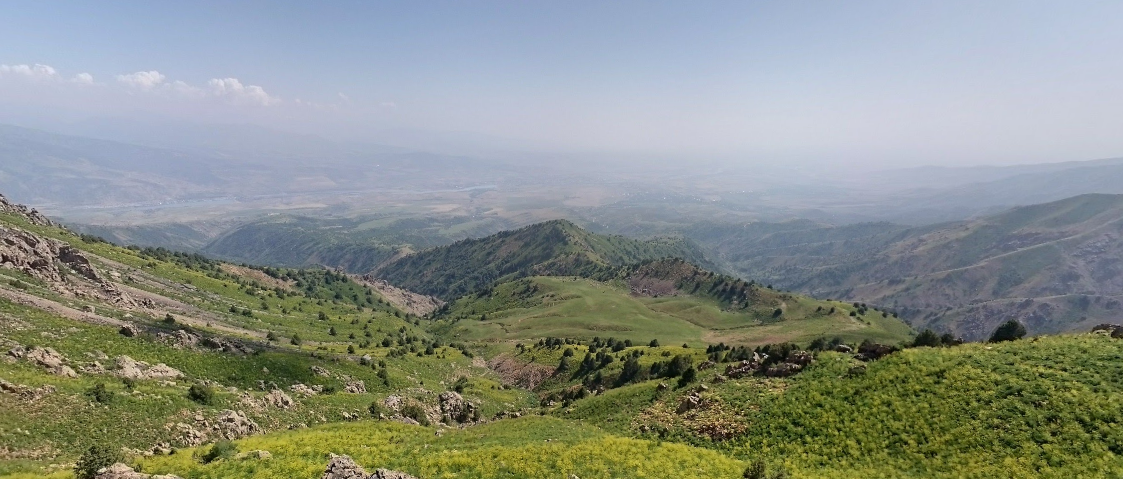
Гиссарский хребет.

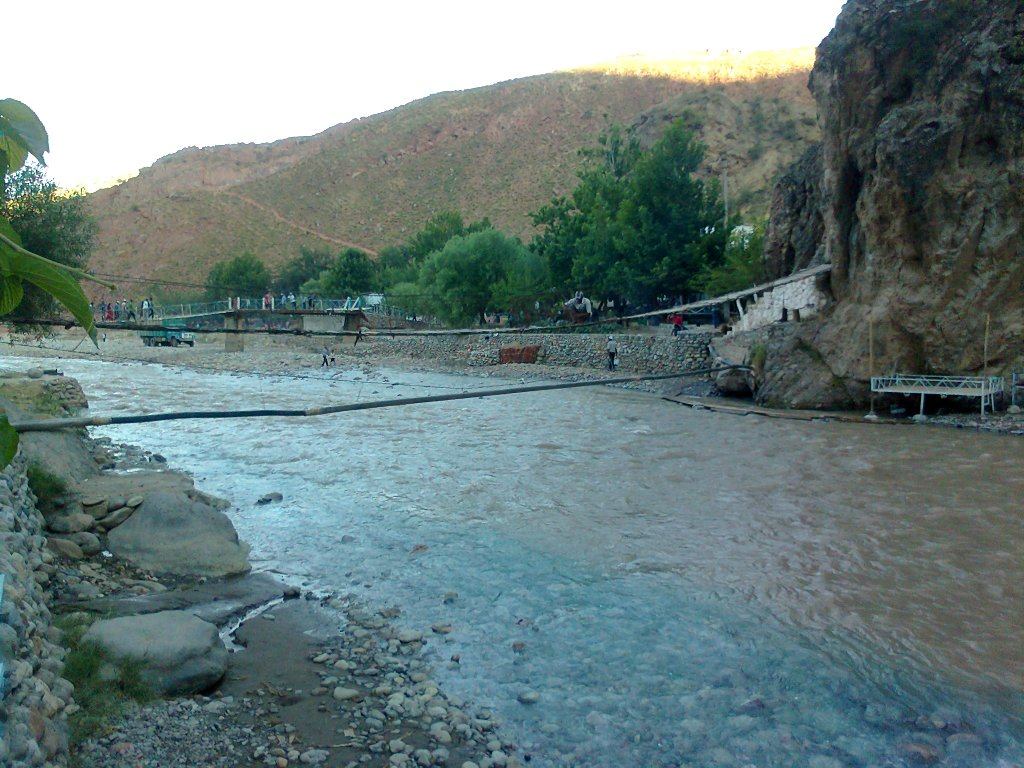

### Климат
Климат района является субтропическим внутриконтинентальным, с жарким и сухим летом при холодной зиме. Среднегодовая температура составляет +15,6 °C; средняя температура января равна +2,5 °C, средняя температура июля — +28,0 °C. Абсолютный минимум температуры -20 °C, абсолютный температурный максимум — +53 °C. В среднем на территории района выпадает 200-300 мм осадков за год (основная часть осадков приходится на весну и осень). Вегетационный период длится 270-280 дней.

### Почвы
Почвенный покров адыров образован в основном лугово-серозёмными почвами и солончаками.

### Рельеф
Рельеф Сариасийского района представлен в основном возвышенностями и высокогорьем. Земли района в среднем находятся на высотах от 800 до 2000 метров над уровнем моря. Низменности распространены в юго-западной части района, занимая небольшую площадь, а адыры — повсеместно.
По территории района тянется Гиссарский хребет — один из самых высоких в Узбекистане. Наивысшей точкой района является пик Хазрет-Султан, высота которого составляет 4643 метра, одновременно являясь и наивысшей точкой Узбекистана.
Холмы образованы песчаниками и лёссами. Сариасийский район лежит в сейсмоопасной зоне.

### Гидрография

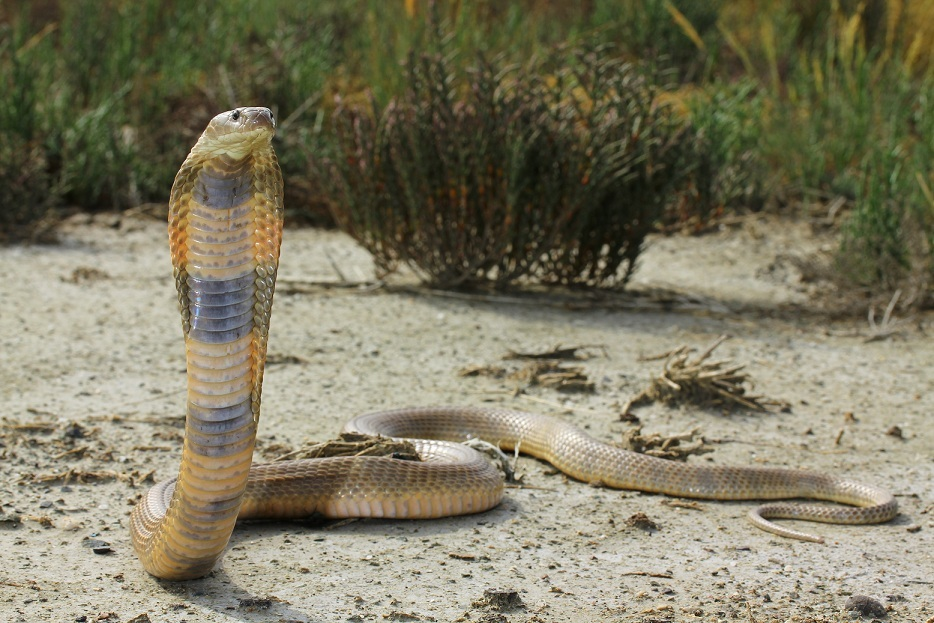
Среднеазиатская кобра.

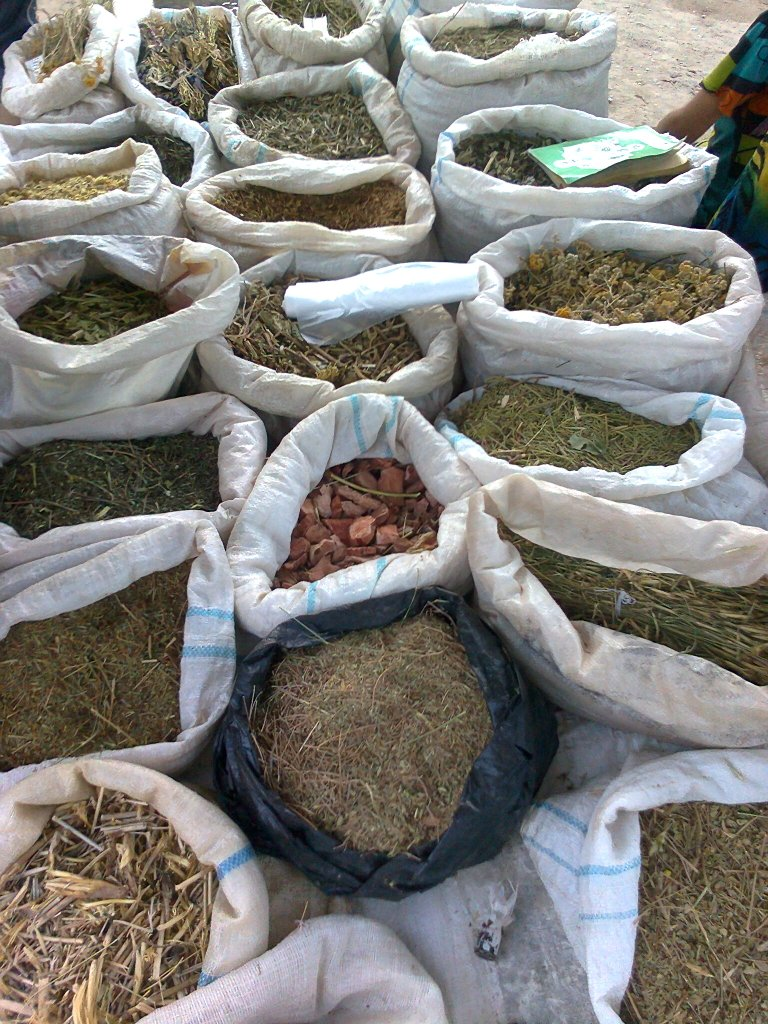
Лечебные горные травы.

С Гиссарского хребта стекают проходящие по территории района реки Сурхандарья, Тупалангдарья, Обизаранг, Сангардакдарья и другие водотоки.
Их воды используются на орошаемое земледелие, практикуемое на пологих склонах у подножья гор. Самой большой и длинной рекой на территории района является Тупалангдарья (один из притоков Сурхандарьи). Имеется 3 крупных канала для орошения: Хасанхон, Малый и Большой Дамарыкские каналы.

### Флора и фауна
На территории района повсеместно распространены гребенщик, верблюжья колючка и другие растения, которые имеют большое кормовое значение для разводимых здесь каракулевых овец.
В горной местности в дикорастущем виде встречаются арча, яблоня, грецкий орех, фисташка, миндаль, шиповник, астрагал, барбарис.
На территории района распространены волки, лисы, бурые медведи, ирбисы, зайцы, джейраны, различные виды ящериц (включая семейство гекконовых) и змей (включая среднеазиатскую кобру и стрелу-змею, различные виды гадюковых и удавов).

## Население
По данным на 1 января 2015 года, в районе проживало 184 183 человека. Основная часть населения живёт в сельской местности.
В национальном составе населения большинство составляют узбеки и таджики. Доля таджиков является одной из самых высоких в Узбекистане. Также в районе проживают русские, татары и другие национальности.

## Административно-территориальное деление
В состав района входят:
Город районного подчинения
1. Шаргунь (более 12 000 человек).

4 городских посёлка:
1. Сариасия (около 15 000 человек),
2. Буйрапушт,
3. Тартули,
4. Янгихаёт.

Остальные населённые пункты имеют статус кишлаков, входящих в состав сельских сходов граждан:
1. Бустон,
2. Дашнабад,
3. Навруз,
4. Сангардак,
5. Суфиён,
6. Такчиён,
7. Узбекистон,
8. Хуфар[3][9].

## Хоким
Главой администрации (хокимом) Сариасийского района в настоящее время является Хамрокул Джуракулович Мингбоев. Здание администрации района находится в Сариасии по адресу: махалля Мирзо Улугбека, дом 2.

## Экономика

### Сельское хозяйство
Земельный фонд района в целом составляет около 20 000 га. В Сариасийском районе развиты в основном отрасли сельского хозяйства:
- скотоводство,
- хлопководство,
- земледелие,
- садоводство,
- виноградарство.

На середину 2000-х годов здесь действовало 11 ширкатных (кооперативных) и 230 фермерских хозяйств, специализирующихся на животноводстве, зерноводстве и овощеводстве.
Площадь посевов зерновых культур была равна 3000 га, хлопка — 5700 га, овощей — 1500 га, бахчи и фруктов — 1000 га, садов и виноградников — 800 га. Имеются хозяйства по пчеловодству и выращиванию горных целебных трав.
В частном и общественном владении находилось в общей сложности 36 000 голов крупного рогатого скота, 51 000 голов мелкого рогатого скота (овец и коз), 48 000 голов домашней птицы и 7000 голов лошадей в табунах.

### Промышленность
На территории Сариасийского района имеются месторождения каменного угля, мрамора, фосфоритов, цинка, известняка и сланцев.
Разработка этих месторождений ведётся открытым способом. Здесь функционируют предприятия по переработке угля, мрамора и хлопка.
Имеются предприятия по производству кирпичей, напитков, кондитерских изделий, молочных продуктов и продуктов питания. Работают более 40 различных компаний и предприятий (из них — 3 совместных).
В частности, функционируют совместная узбекско-российская компания «Miftox» и узбекско-таджикская компания «Lajer» по производству пива.

### Транспорт
Общая длина автомобильных дорог на территории Сариасийского района составляет около 225 км, основная часть которых приходится на автодороги республиканского значения.
По территории района проходит железнодорожная ветка по маршрутам Ташкент — Душанбе и Узун — Шаргунь.
Главная станция района — Сариасия находится в 7 км от райцентра. На территории района располагается один из двух аэропортов Сурхандарьинской области.
Поддерживается автобусное сообщение по маршрутам Камаши — Денау, Шахрисабз — Денау и другим.

## Социальная сфера

### Образование
В 2003/2004 учебном годах в Сариасийском районе функционировала 71 общеобразовательная школа, в которых получали образование 31 000 детей. Имеется 2 гимназии, 3 специальные школы-интернаты и 3 профессиональных колледжа.

### Культура
В Сариасийском районе (по состоянию на середину 2000-х годов) вели работу 1 театр, Дворец культуры, 3 дома культуры, многочисленные клубы и 41 библиотека.
Кроме распространённых по всему Узбекистану и Сурхандарьинской области газет, журналов, радиостанций и телеканалов, на территории Сариасийского района издаётся газета «Сариосиё» («Сариасия»).

### Медицина
В районе действует 1 больница и 1 роддом. Почти в каждом населённом пункте имеется врачебный пункт. В горной местности действует санаторий «Хондиза», который привлекает людей с болезнями сердца и дыхательных путей со всего Узбекистана.

### Спорт
В Сариасийском районе функционируют стадионы, спортзалы, спортплощадки и другие спортивные сооружения. По состоянию на середину 2000-х годов, действовало 18 спортивных объектов.

## Археологические памятники
На территории Сариасийского района имеется ряд археологических памятников, в частности, цитадели городов V—VIII веков (наиболее крупные — Култепа, Нонвойтепа, Хумдонтепа, Хурозтепа, Кафиркала, Хисортепа и другие). В горных районах расположены древние пристанища эпохи верхнего палеолита (Хушдара, Подахона и Дарианхор).
На территории района находятся 2 кандидата в список всемирного наследия ЮНЕСКО в Узбекистане — Мавзолей Ак-Астана-Баба (как культурный объект), Гиссарские горы (как природный объект).